# Dança de Zalongo

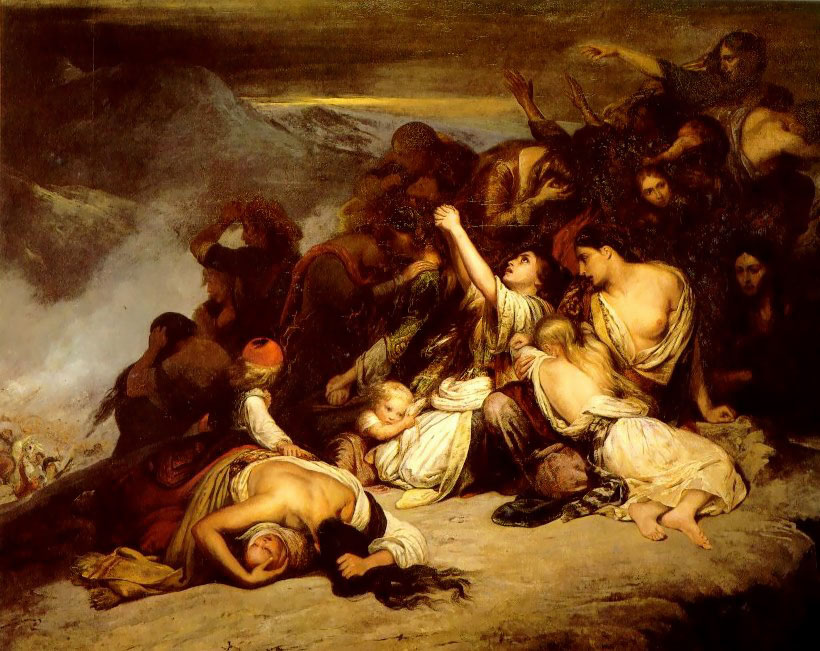
As mulheres souliotes por Ary Scheffer (1795-1858)

Dança de Zalongo (em grego:  Χορός του Ζαλόγγου, Horos tou Zalongou) foi um suicídio coletivo de mulheres de Suli, na Grécia, e de seus filhos durante a Guerra Suliota de 1803, perto da aldeia de Zalongo em Epiro, no então Império Otomano. O nome também se refere a uma dança/canção popular que homenageia o evento.